# All You Need Is Kill
Autre
All You Need Is Kill (オール ユー ニード イズ キル) est un light novel japonais de Hiroshi Sakurazaka illustré par Yoshitoshi ABe. Le livre est publié par les éditions Shūeisha dans leur collection Super Dash Bunko depuis décembre 2004. Il est édité en version française par Kazé le 7 mai 2014. En avril 2014, l'auteur déclare écrire une suite à son histoire.
Une adaptation en manga, dessinée par Takeshi Obata (Death Note, Bakuman.) à partir du chara design de Yoshitoshi ABe et scénarisée par Ryōsuke Takeuchi (ST&RS), est prépubliée par l'éditeur Shūeisha dans son magazine Weekly Young Jump entre janvier et mai 2014. La version française est publiée par Kazé depuis juin 2014.
Une adaptation cinématographique, Edge of Tomorrow, réalisée par Doug Liman avec, dans les rôles principaux, Emily Blunt et Tom Cruise, est sortie en juin 2014 dans les salles françaises.

## Synopsis
La Terre est envahie par des extra-terrestres, les Mimics. Malgré tous les efforts déployés, tout semble perdu. Keiji Kiriya, nouvelle recrue dans l’armée de la Défense des États (FDU), participe à sa première bataille et est tué au cours de celle-ci. Mais voilà qu'à sa grande surprise, il se réveille le jour précédant la bataille et se retrouve coincé dans une boucle temporelle.
Recommençant cette journée plus une demi-journée des dizaines de fois, Keiji Kiriya va donc mettre à profit son « talent » pour devenir chaque jour plus fort et tenter de percer le secret des Mimics. C'est alors qu'il se rapproche de Rita Vratasky, une jeune fille considérée comme le soldat le plus fort de l'humanité, et découvrir qu'ils ont en commun bien plus que la volonté de vaincre.

## Personnages
Keiji Kiriya (キリヤ・ケイジ, Kiriya Keiji)
Keiji Kiriya est le protagoniste principal de l'histoire qui a comme particularité d'être coincé dans une boucle temporelle, c'est-à-dire qu'il doit revivre le jour précédant sa mort. Au début perturbé par cette anomalie, il cherche un moyen de lui échapper par tous les moyens (désertion, suicide...) mais il va se rendre très vite compte qu'il ne peut échapper à cet éternel retour. Il va donc chercher à vaincre les Mimics pour vivre. Il va retourner la boucle temporelle à son avantage en utilisant sa journée avant sa mort pour pouvoir s'améliorer quotidiennement de façon drastique. Sur son poing gauche il va commencer à marquer le nombre de fois où il va mourir. Au début jeune recrue sans grande conviction, il devient au fur et à mesure qu'il meurt plus cynique et renfermé sur lui-même.
Rita Vrataski (リタ・ヴラタスキ)
Rita est à la tête de la force de défense des États-Unis qui est chargée de défendre le Japon des Mimics. Ce n'est pas son vrai nom. Elle s'est engagée sous le nom d'une personne décédée lors de l'attaque de sa ville natale car mineure à cette date. Elle est considérée comme le membre le plus fort mais certains, de par son apparence relativement chétive et son jeune âge (19 ans et demi), doutent de cela. Elle a la particularité de se battre avec une énorme hache et d'adorer les prunes au vinaigre. Elle est surnommée par les autres membres « Fullmetal Bitch » ou « Calamity Dog ».
Shasta Raylle (シャスタ・レイル)
Shasta Raylle possède le grade de lieutenant et est la mécanicienne attitrée de Rita Vrataski. C'est une diplômée du Massachusetts Institute of Technology de 1 mètre 52 pour 37 kilos. Keiji va réussir à la convaincre de lui fabriquer un hache de guerre. Elle est la seule personne avec Keiji à voir autre chose en Rita qu'une personne au cœur de glace et d'avoir un véritable respect ainsi que de l'admiration pour elle. Keiji commence à venir la voir après sa 46e mort lorsqu'il se rend compte qu'il a besoin d'une arme sans limite d'utilisation. Celle-ci accepte de lui en construire une car Rita lui a tenu le même discours.
Ferrell Bartolome (バルトロメ・フェレウ)
Ferrell Bartolome est le sergent avec qui Keiji va s'entraîner jusqu'à la boucle numéro 47. Il s'agit d'un vétéran de l'armée qui va apprendre à Keiji à utiliser les armes classiques contre les Mimics ainsi qu'à se mouvoir dans son armure sans équilibrage automatique.
Rachel Kisaragi
Rachel apparaît le jour de sa 80e tentative de survie mais a toujours été là depuis sa première mort. Il s'agit de la cuisinière de la base militaire « Flower Line ». Très attirante physiquement, elle est souvent abordée par les hommes de la base qui la complimentent pour sa cuisine. Elle remarquera Keiji parce qu'il est la personne la plus triste qu'elle ait vu après avoir mangé ce qu'elle avait cuisiné, ce qui provoquera une altercation entre ce dernier et un autre membre de la base. Elle propose à Keiji de passer la nuit avec lui mais ce dernier refuse perturbé par sa ressemblance physique avec son amour de lycée.

## Roman
Le roman All You Need Is Kill écrit par Hiroshi Sakurazaka avec des illustrations de Yoshitoshi ABe est publié au Japon par Shūeisha le 18 décembre 2004. La version française est éditée le 7 mai 2014 par Kazé sous le titre Edge of Tomorrow.
En avril 2014, à la suite des adaptations de son œuvre en manga et film, l'auteur déclare travailler sur une suite à son histoire. Une réédition de l'histoire originale est sortie le 19 juin 2014 à l'occasion de la sortie des deux volumes du manga.
| no | Japonais         | Japonais      | Français       | Français          |
| no | Date de sortie   | ISBN          | Date de sortie | ISBN              |
| --- | ---------------- | ------------- | -------------- | ----------------- |
| 1 | 18 décembre 2004 | 4-08-630219-5 | 7 mai 2014     | 978-2-82031-700-1 |
| Liste des chapitres : - Chapitre I : Deuxième classe Kiriya - Chapitre II : Sergent Ferrell - Chapitre III : Full Metal Bitch - Chapitre IV : Killer Cage |                  |               |                |                   |

## Manga
L'adaptation en manga a débuté le 9 janvier 2014 dans le numéro double 6-7 du magazine Weekly Young Jump de l'éditeur Shūeisha, et s'est terminée dans le numéro 26 sorti le 29 mai 2014. Basée sur l'histoire de Hiroshi Sakurazaka et les dessins de Yoshitoshi ABe, le manga est écrit par Ryōsuke Takeuchi et dessiné par Takeshi Obata. La série fait un total de deux volumes sortis simultanément au Japon le 19 juin 2014.
La version française est éditée par Kazé depuis juin 2014.
| no | Japonais       | Japonais          | Français        | Français          |
| no | Date de sortie | ISBN              | Date de sortie  | ISBN              |
| --- | -------------- | ----------------- | --------------- | ----------------- |
| 1 | 19 juin 2014   | 978-4-08-880125-4 | 25 juin 2014    | 978-2-82031-719-3 |
| Liste des chapitres : - #1 Keiji Kiriya (キリヤ・ケイジ, Kiriya Keiji) - #2 Rita Vrataski (リタ・ヴラタスキ, Rita Buratasuki) - #3 Boucle (ループ, Rūpu) - #4 Hache de guerre (バトルアクス, Batoru Akusu) - #5 Programme (スケジュール, Sukejūru) - #6 Mûrir (グローアップ, Gurō Appu) - #7 Question (クエスチョン, Kueshon) |                |                   |                 |                   |
| 2 | 19 juin 2014   | 978-4-08-880126-1 | 16 juillet 2014 | 978-2-82031-720-9 |
| Liste des chapitres : - #8 ▀▀▀ - #9 Reset (リセット, Risetto) - #10 Out (アウト, Auto) - #11 Answer (アンサー, Ansā) - #12 Engage (エンゲージ, Engēji) - #13 Boy & Girl (ボーイ&ガール, Bōi ando Gāru) - #14 Morning (モーニングコーヒー, Mōningu Kōhī) - #15 Killing machines (キリングマツーンズ, Kiringu Mashīnzu) - #16 All You Need Is Kill (オールユーニードイズキル, Ōru Yū Nīdo Izu Kiru) - #17 Skyblue (スカイプルー, Sukai Purū) |                |                   |                 |                   |

### Édition japonaise
Light novel
1. 1 2  Tome 1

Manga
1. 1 2  Tome 1
2. 1 2  Tome 2

### Édition française
Light novel
1. 1 2  Tome 1

Manga
1. 1 2  Tome 1
2. 1 2  Tome 2